# Guerino Testa
Guerino Testa (Pescara, 16 marzo 1970) è un politico italiano.
Dal 13 ottobre 2022 deputato alla Camera per Fratelli d'Italia, è stato presidente della Provincia di Pescara dall'8 giugno 2009 al 12 ottobre 2014.

## Biografia
Laureato in economia e commercio, svolge la professione di dottore commercialista. Si occupa da anni di finanza agevolata per le imprese, di contabilità e consulenza aziendale.

### Attività politica
La sua esperienza politica inizia nel comune di Pescara, dove viene eletto consigliere comunale sia alle elezioni comunali del 2003 con Forza Italia sia a quelle del 2008 col Popolo della Libertà (PdL).
Alle elezioni amministrative del 2009 è stato eletto al primo turno presidente della provincia di Pescara alla guida di una coalizione di centrodestra, raccogliendo il 53,30% dei voti davanti ad Antonella Allegrino del centrosinistra (41,48%). È stato sostenuto in consiglio provinciale da una maggioranza costituita da PdL, Pescara Futura, Unione di Centro e Movimento per l'Autonomia.
Il 16 novembre 2013, con la sospensione delle attività del Popolo della Libertà aderisce al Nuovo Centrodestra guidato da Angelino Alfano.
Il mandato amministrativo sarebbe scaduto nella primavera del 2014 ma ha deciso di dimettersi anticipatamente di qualche giorno, il 24 gennaio di quell'anno, per candidarsi a sindaco del Comune di Pescara, sostenuto dal NCD, dall'UDC e dalle due liste civiche Pescara in Testa e Rinascita Popolare. Il caso Pescara assumerà una centralità politica nel centrodestra anche nazionale a causa della designazione del candidato unitario della coalizione a Sindaco di Pescara, visto lo scontro fortissimo tra Testa e il sindaco uscente Luigi Albore Mascia (ex AN, oggi Forza Italia) sostenuto da FI e Fratelli d'Italia, con l'ipotesi di primarie che sfumerà, determinando una spaccatura nella coalizione. Al primo turno, ottiene solo 8.335 voti, pari al 12,02%, piazzandosi quarto dietro al candidato PD Marco Alessandrini (43%), al candidato di centrodestra Mascia (22,83%) e a quella del Movimento 5 Stelle Enrica Sabatini (16,09%). In occasione del ballottaggio, si schiera con il sindaco uscente Luigi Albore Mascia dopo le forti tensioni del primo turno, ricandidato da Forza Italia, Fratelli d'Italia - Alleanza Nazionale e Pescara Futura, firmando un apparentamento formale. Tuttavia, Mascia viene sconfitto con il 33,66% contro il 66,34% di Alessandrini; diventa, dunque, consigliere comunale di opposizione.
Con l'entrata in vigore della Riforma Delrio, che ha trasformato le province in un ente di secondo livello, nel 2014 si candida per un secondo mandato a presidente della Provincia di Pescara per il centrodestra, sostenuto dalla lista #Provinciaprima, ma ottiene il 41% e viene sconfitto da Antonio Di Marco, sindaco di Abbateggio di centrosinistra, appoggiato dalla lista Di Marco Presidente, che totalizza il 59%. Di Marco ha ottenuto 49.410 voti ponderati (calcolati sul peso dei sindaci e consiglieri comunali in base alla grandezza della popolazione) contro i 34.291 di Testa con l'89% di affluenza (484 su 541 aventi diritto).
Nel 2016 aderisce a Fratelli d'Italia (FdI), con cui alle elezioni politiche del 2018 viene candidato alla Camera dei deputati nel collegio uninominale Abruzzo - 03 (Pescara), sostenuto dalla coalizione di centro-destra in quota FdI, raccogliendo il 34,09% dei voti e venendo sconfitto dal candidato del Movimento 5 Stelle Andrea Colletti (41,28%).
Alle elezioni regionali in Abruzzo del 2019 si candida con Fratelli d'Italia, a sostegno del senatore di FdI Marco Marsilio, risultando eletto nel collegio di Pescara con 2.743 preferenze in consiglio regionale dell'Abruzzo, dove ricopre l'incarico di capogruppo.
Alle elezioni politiche anticipate del 2022 viene ricandidato alla Camera nel collegio uninominale Abruzzo - 02 (Pescara), sostenuto dalla coalizione di centro-destra in quota FdI, risultando questa volta eletto deputato con il 45,91% dei voti e superando i candidati del centro-sinistra Luciano Di Lorito (22,66%) e del Movimento 5 Stelle Daniele Caruso (18,8%). Nella XIX legislatura è segretario della 6ª Commissione Finanze e membro della Commissione parlamentare di controllo sull'attività degli enti gestori di forme obbligatorie di previdenza e assistenza sociale.
Il 31 agosto 2023 viene nominato, assieme a Guido Quintino Liris, vice-coordinatore regionale in Abruzzo di Fratelli d'Italia.

## Vicende giudiziarie
Imputato, insieme ad altre 17 persone, nel procedimento sul fallimento delle società riconducibili all’imprenditore Carmine De Nicola, nell'ottobre 2019 ha chiesto di patteggiare una condanna a un anno e 6 mesi di reclusione per alcune bancarotte (pena sospesa) ed è stato assolto dall’accusa di associazione a delinquere. In un’inchiesta corollario di questa, però, a marzo 2022 – come riportato da il Centro – Testa è finito nuovamente tra gli indagati con l’accusa di bancarotta fraudolenta, dove nel mirino delle indagini c'è la sua attività da commercialista.